# Christopher Udeh
Maduka Christopher Udeh (* 3. září 1997, Nigérie) je nigerijský fotbalový obránce, od ledna 2016 hráč slovenského klubu FK AS Trenčín, od léta 2017 na hostování v 1. FC Tatran Prešov. Hraje na postu stopera (středního obránce).

## Klubová kariéra
- GBS Football Academy (mládež)
- FK AS Trenčín 2016–
- →  1. FC Tatran Prešov (hostování) 2017–

V Nigérii působil ve fotbalové akademii GBS Football Academy. V prosinci 2015 podepsal společně s krajanem a vrstevníkem Samuelem Kaluem dvouletou smlouvu se slovenským klubem FK AS Trenčín, ligovým šampionem ze sezóny 2014/15. S týmem si zahrál v předkolech Ligy mistrů UEFA 2016/17. V létě 2017 odešel hostovat z Trenčína do týmu prvoligového konkurenta 1. FC Tatran Prešov.